# Vicky Jenson
Pour les articles homonymes, voir Jenson.
Victoria Jenson, dite Vicky Jenson, est une réalisatrice et animatrice américaine.
Elle a travaillé, entre autres, pour DreamWorks Animation. Elle est notamment connue pour avoir coréalisé les films Shrek et Gang de requins.

## Filmographie
Sauf indication contraire, les informations mentionnées dans cette section peuvent être confirmées par la base de données cinématographiques IMDb,  présente dans la section « Liens externes ».

### Réalisatrice
- 1995 : The Baby Huey Show (4 épisodes)
- 2001 : Shrek
- 2003 : Family Tree
- 2004 : Gang de requins
- 2009 : Post Grad
- 2013-2014 : Firsts (2 épisodes)
- 2024 : Ellian et le Sortilège (Spellbound)

### Animatrice
- 1972 : T'as le bonjour d'Albert
- 1981 : The Kwicky Koala Show
- 1981 : Super Friends (6 épisodes)
- 1981 : Trollkins (13 épisodes)
- 1981-1982 : Les Schtroumpfs (62 épisodes)
- 1982 : The Gary Coleman Show
- 1982 : Shirt Tales
- 1982 : Pac-Man (13 épisodes)
- 1982 : Jokebook
- 1983 : He-Man and the Masters of the Universe (49 épisodes)
- 1987 : Rock Odyssey (en)
- 1987-1988 : Mighty Mouse : Les Nouvelles Aventures (19 épisodes)
- 1988 : Christmas in Tattertown
- 1992 : Les Aventures de Zak et Crysta dans la forêt tropicale de FernGully
- 1992-1995 : Ren et Stimpy (13 épisodes)
- 1994 : Beethoven (13 épisodes)
- 1995 : The What a Cartoon Show (1 épisode)
- 2000 : Chicken Run
- 2003 : Sinbad : La Légende des sept mers

### Storyboardeuse
- 1984 : Les Entrechats
- 1985 : The Secret of the Sword
- 1984-1985 : He-Man and the Masters of the Universe (65 épisodes)
- 1985-1987 : She-Ra, la princesse du pouvoir (93 épisodes)
- 1986 : Ghostbusters (65 épisodes)
- 1986 : Potato Head Kids
- 1986-1988 : Jem et les Hologrammes (60 épisodes)
- 1987 : Slam Dance
- 1987 : Pinocchio and the Emperor of the Night
- 1988 : La Vie en plus
- 1988 : Pound Puppies
- 1988 : Police Academy (14 épisodes)
- 1989 : Dink le petit dinosaure (2 épisodes)
- 1990 : La Guerre des tomates (13 épisodes)
- 1992 : Les Aventures de Zak et Crysta dans la forêt tropicale de FernGully
- 1992 : Batman (1 épisode)
- 1993-1994 : Animaniacs (4 épisodes)
- 1994 : Ren et Stimpy (2 épisodes)
- 1991-1995 : Taz-Mania (16 épisodes)
- 1995 : The Baby Huey Show (2 épisodes)
- 2000 : La Route d'Eldorado

## Distinctions
Sauf indication contraire, les informations mentionnées dans cette section peuvent être confirmées par la base de données cinématographiques IMDb,  présente dans la section « Liens externes ».

### Récompenses
- Festival international du film de Karlovy Vary 2001 : prix du public pour Shrek
- Annie Awards 2001 : prix de la réussite individuelle exceptionnelle dans la réalisation d'un long métrage d'animation pour Shrek
- British Academy Children's Awards (en) 2001 : meilleur long métrage pour Shrek
- Festival South by Southwest 2003 : meilleur court métrage narratif pour Family Tree

### Nominations et sélections
- Festival de Cannes 2001 : sélection officielle, en compétition pour la Palme d'or pour Shrek
- Prix Hugo 2001 : meilleure présentation dramatique pour Shrek